# Clinias de Sición
Clinias (en griego antiguo: Κλεινίας, en latín: Cleinias, fue el padre de Arato de Sición, y vivió en el siglo III a. C.
Derribados los tiranos Eutidemo y Timóclidas de Sición, la ciudad, agradecida, entregó el poder a Clinias según Pausanias, o, según Plutarco, fue asociado al poder por Timóclides. Clinias fue asesinado pronto por Abántidas, que se hizo con la tiranía de Sición (264 a. C.).